# ノック・オフ
『ノック・オフ』（原題: Knock Off）は、1998年にアメリカで製作されたアクション映画。

## ストーリー
1997年6月30日。香港はイギリスから中国に返還され、人々は期待と不安の中で生活していた。その香港で自称ファッション・デザイナーのマーカスは、ブランドジーンズの模造品を売っていた。彼は新しいパートナーのトミーと共に商売に精を出していたが、そんなある日、謎のグループが「模造ジーンズの飾りボタンに小型爆弾を仕込んだ」と犯行声明を出す。驚くマーカスだったが、事件はそれだけではなく、なんとトミーはCIAのエージェントだということが判明する。そして二人は成り行きから、香港の警官に協力して謎のグループと戦うことになる。

## キャスト
| 役名                   | 俳優                           | 日本語吹替                                                                  | 日本語吹替 |
| 役名                   | 俳優                           | ソフト版                                                                    | テレビ東京版 |
| ---------------------- | ------------------------------ | --------------------------------------------------------------------------- | --- |
| マーカス・レイ         | ジャン＝クロード・ヴァン・ダム | 大塚明夫                                                                    | 山寺宏一 |
| トミー・ヘンドリックス | ロブ・シュナイダー             | 真殿光昭                                                                    | 堀内賢雄 |
| カレン・リー           | レラ・ローコン                 | 水谷優子                                                                    | 井上喜久子 |
| ハリー・ジョンソン     | ポール・ソルヴィノ             | 富田耕生                                                                    | 玄田哲章 |
| リン・ホー             | カーメン・リー                 | 小林優子                                                                    | 魏涼子 |
| エディ・ウォン         | ワイマン・ウォン               | 檀臣幸                                                                      | 長島雄一 |
| ハン                   | マイケル・ウォン               | 藤原啓治                                                                    | 内田直哉 |
| スキニー               | グレン・チン                   | 島香裕                                                                      | 塩屋浩三 |
| スカー                 | ジェフ・ウルフ                 |                                                                             | 咲野俊介 |
| チョイ                 | デニス・チャン                 | 長嶝高士                                                                    | 仲野裕 |
| キャリントン大佐       | スチュアート・カヴァナ         | 小山武宏                                                                    | 秋元羊介 |
| その他                 |                                | 福島菜七子 坂口賢一 石川ひろあき 彩木香里 堀川仁 小池亜希子 河相智哉 吉田孝 | 坂東尚樹 中田和宏 横堀悦夫 渡辺美佐 林佳代子 福田信昭 津田英三 河相智哉 田中正彦 小池亜希子 斎藤恵理 浜田賢二 重松朋 河野智之 佐藤晴男 |
|                        |                                |                                                                             | |
| 演出                   |                                | 春日一伸                                                                    | 向山宏志 |
| 翻訳                   |                                | 松崎広幸                                                                    | 桜井裕子 |
| 調整                   |                                | 高橋慶美                                                                    | 金谷和美 |
| 効果                   |                                |                                                                             | リレーション |
| 制作                   |                                | ACクリエイト                                                                | ケイエスエス |
| 初回放送               |                                |                                                                             | 2001年9月20日 『木曜洋画劇場』 |

- ソフト版：ポニーキャニオン発売のVHS&DVD収録。ギャガ・コミュニケーションズ発売の新盤DVDには未収録

## スタッフ
- 監督：ツイ・ハーク
- 製作：ナンサン・シー
- 脚本：スティーヴン・E・デ・スーザ
- 撮影：アーサー・ウォン
- 音楽：ロン・メイル、ラッセル・メイル（スパークス）
- アクション監督：サモ・ハン・キンポー
- 武術指導：ユン・ブン